# Sviatlana Kudzelich
Sviatlana Kudzelich (Bielorrusia, 7 de mayo de 1987) es una atleta bielorrusa especializada en la prueba de 3000 m, en la que consiguió ser subcampeona europea en pista cubierta en 2015.

## Carrera deportiva
En el Campeonato Europeo de Atletismo en Pista Cubierta de 2015 ganó la medalla de plata en los 3000 metros, con un tiempo de 8:48.02 segundos, tras la rusa Yelena Korobkina (oro con 8:47.62 segundos) y por delante de la neerlandesa Maureen Koster.